# Wole Soyinka
Wole Soyinka FRSL (Ioruba: Akínwándé Olúwọlé Babátúndé Ṣóyíinká. Abeokuta, Nigèria, 1934) és un novel·lista, dramaturg, poeta i director de cinema nigerià en llengua anglesa, el primer africà a ser guardonat amb el Premi Nobel de Literatura, l'any 1986. 

## Biografia
Va néixer el 13 de juliol del 1934 a la ciutat d'Abeokuta, capital de la regió d'Ogun. Després de cursar els estudis secundaris a la ciutat d'Ibadan, el 1952 va iniciar els estudis de literatura anglesa a la Universitat d'Ibadan, on es va graduar el 1954. Aquell any, es traslladà a la ciutat de Leeds (Anglaterra) per continuar els seus estudis en la universitat d'aquesta ciutat, i aconseguí la llicenciatura l'any 1957.
Entre 1957 i 1959, fou membre del Royal Court Theatre de Londres, del qual en fou també director i actor. En aquest període, també va escriure tres obres per a una petita companyia d'actors que havia reclutat. El 1960, retornà al seu país, on estudià dramatúrgia africana i on fou nomenat professor de literatura comparada a les universitats de Lagos, Ibadan i Ife.
Descendent dels governants d'Isara, Soyinka va néixer el segon de set fills, a la ciutat d'Abẹokuta, Estat d'Ogun, a Nigèria, en aquell moment domini britànic. Els seus germans eren Atinuke «Tinu» Aina Soyinka, Femi Soyinka, Yeside Soyinka, Omofolabo «Folabo» Ajayi-Soyinka i Kayode Soyinka. La seva germana petita Folashade Soyinka va morir en el seu primer aniversari.
El seu pare, Samuel Ayodele Soyinka (a qui va anomenar SA o «Essay»), era ministre anglicà i el director de l'escola Saint Peters a Abẹokuta. Tenint sòlides connexions familiars, el pare era cosí de l'Odemo, o rei, d'Isara-Remo Samuel Akinsanya, un pare fundador de Nigèria. La mare de Soyinka, Grace Eniola Soyinka (de soltera Jenkins-Harrison) (a qui va batejar com la «Cristiana salvatge»), tenia una botiga al mercat proper. Va ser una activista política dins del moviment de dones a la comunitat local. També era anglicana. Com que gran part de la comunitat seguia la tradició religiosa indígena Ioruba, Soyinka va créixer en un ambient religiós de sincretisme, amb influències d'ambdues cultures. Va ser criat en una família religiosa, assistint a les misses i cantant al cor des de petit; tanmateix, el mateix Soyinka es va convertir en ateu més tard a la vida. La posició del seu pare li va permetre aconseguir electricitat i ràdio a casa. Descriu extensament la seva infantesa a les seves memòries Aké: The Years of Childhood (1981).
La seva mare era un dels membres més destacats de la influent família Ransome-Kuti: era la néta del canonge JJ Ransome-Kuti com l'única filla de la seva primera filla Anne Lape Iyabode Ransome-Kuti i, per tant, era neboda d'Olusegun Azariah Ransome-Kuti, Oludotun Ransome-Kuti i neboda de Funmilayo Ransome-Kuti. Entre els cosins germans de Soyinka hi havia el músic Fela Kuti, l'activista dels drets humans Beko Ransome-Kuti, el polític Olikoye Ransome-Kuti i l'activista Yemisi Ransome-Kuti. Entre els seus cosins segons s'inclouen els músics Femi Kuti i Seun Kuti, i la ballarina Yeni Kuti. El seu germà petit Femi Soyinka es va fer metge i professor universitari.

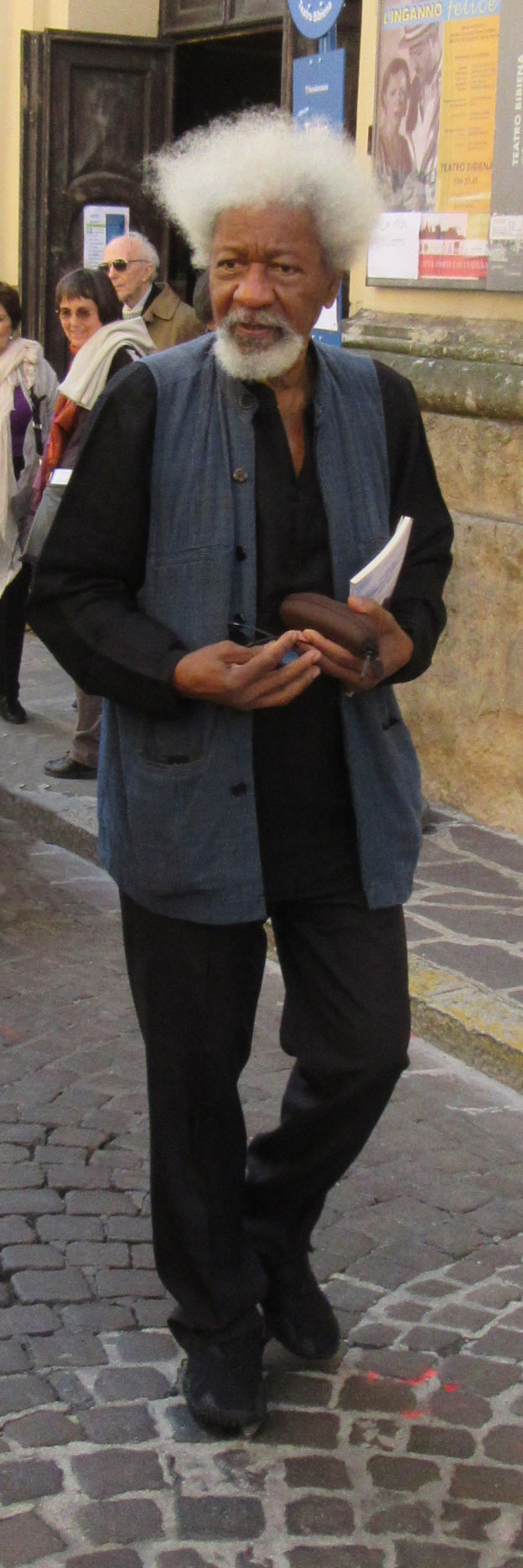
Soyinka, al Festivaletteratura de Màntua, 7 de setembre de 2019, Teatre Bibiena.

El 1940, després d'assistir a l'escola primària de Saint Peters d'Abeokuta, Soyinka va anar a l'escola secundària d'Abeokuta, on va guanyar diversos premis de composició literària. El 1946 va ser acceptat pel Government College d’Ibadan, en aquell moment una de les escoles secundàries d'elit de Nigèria. Després d'acabar el seu curs al Government College el 1952, va començar els estudis a la University College Ibadan (1952–54), afiliat a la Universitat de Londres. Va estudiar literatura anglesa, grega i història occidental. Entre els seus professors hi havia Molly Mahood, una erudita literària britànica. L'any 1953–54, el seu segon i últim curs a la Universitat, Soyinka va començar a treballar a Keffi's Birthday Treat, un programa breu de ràdio per al servei de radiodifusió nigerià que es va emetre el juliol de 1954. Mentre estava a la universitat, Soyinka i sis persones més van fundar la Pyrates Confraternity, una organització estudiantil contra la corrupció i la recerca de justícia, la primera confraria de Nigèria.
Més tard, el 1954, Soyinka es va traslladar a Anglaterra, on va continuar els seus estudis de literatura anglesa, sota la supervisió del seu mentor Wilson Knight a la Universitat de Leeds (1954–57). Hi va conèixer nombrosos escriptors britànics joves i dotats. Abans de defensar la seva llicenciatura, Soyinka va començar a publicar i a treballar com a editor d'una revista satírica anomenada The Eagle, on hi escrivia una columna sobre la vida acadèmica, que sovint criticava els seus companys universitaris.

### Carrera inicial
Després de graduar-se amb un grau superior de segona classe, Soyinka es va quedar a Leeds i va començar a treballar en un màster. Tenia la intenció d'escriure noves obres que combinessin les tradicions teatrals europees amb les del seu patrimoni cultural Ioruba. La seva primera obra important, The Swamp Dwellers (1958), va ser seguida un any més tard per The Lion and the Jewel, una comèdia que va despertar l'interès de diversos membres del Royal Court Theatre de Londres. Encoratjat, Soyinka es va traslladar a Londres, on va treballar com a lector de teatre per al Royal Court Theatre. Durant el mateix període, les seves dues obres es van representar a Ibadan. Tractaven la incòmoda relació entre el progrés i la tradició a Nigèria.
El 1957, la seva obra The Invention va ser la seva primera a produir-se al Royal Court Theatre. Aleshores els seus únics treballs publicats eren poemes com The Immigrant i My Next Door Neighbour, que es van publicar a la revista nigeriana Black Orpheus. Aquesta va ser fundada l'any 1957 per l'erudit alemany Ulli Beier, que havia estat ensenyant a la Universitat d'Ibadan des de 1950.
Soyinka va rebre una beca de recerca Rockefeller de la University College d'Ibadan, la seva alma mater, per a la investigació sobre el teatre africà, i va tornar a Nigèria. Soyinka va substituir Jahnheinz Jahn després del cinquè número (novembre de 1959) com a coeditor de la revista literària Black Orpheus (el seu nom deriva d'un assaig de 1948 de Jean-Paul Sartre, Orphée Noir, publicat com a prefaci de l'Anthologie de la nouvelle poésie nègre et malgache, editat per Léopold Senghor).
Va produir la seva nova sàtira, The Trials of Brother Jero al menjador del Mellanby Hall of University College Ibadan, l'abril de 1960. Aquell any, la seva obra A Dance of The Forest, una crítica mordaç a les elits polítiques de Nigèria, va guanyar un concurs aquell any com a obra oficial del Dia de la Independència de Nigèria. L'1 d'octubre de 1960 es va estrenar a Lagos mentre Nigèria celebrava la seva sobirania. L'obra satiritza la nació naixent mostrant que el present no és més una edat daurada que el passat. També el 1960, Soyinka va establir els Nineteen-Sixty Masks, un conjunt d'actuació amateur al qual va dedicar un temps considerable durant els anys següents.
Soyinka va escriure la primera obra de llarga durada produïda a la televisió nigeriana. Titulada My Father's Burden i dirigida per Segun Olusola, l'obra va ser presentada a Western Nigeria Television (WNTV) el 6 d'agost de 1960. Soyinka va publicar obres satiritzant la Guerra de Biafra a la regió occidental de Nigèria, ja que la seva terra natal Ioruba estava cada cop més ocupada i controlada pel govern federal. Les tensions polítiques sorgides de la recent independència postcolonial van provocar finalment un cop militar i una guerra civil (1967–70).
Amb la beca Rockefeller, Soyinka va comprar un Land Rover i va començar a viatjar per tot el país com a investigador del Departament d'Idioma Anglès de la Universitat d'Ibadan. En un assaig de l'època, va criticar el moviment Negritud de Léopold Sédar Senghor com una glorificació nostàlgica i indiscriminada del passat negre africà que ignora els beneficis potencials de la modernització. Sovint se'l cita que va dir: «Un tigre no proclama la seva tigritud, s'aboca». Però, de fet, Soyinka va escriure en un assaig de 1960 per a The Horn: «El duiquer no pintarà 'duiquer' a la seva bella esquena per proclamar la seva duiqueritud; el coneixereu pel seu salt elegant.» A Death and the King's Horsemen afirma: «L'elefant no va lligat a cap corda; encara no s'ha coronat el rei que lligarà un elefant.»
El desembre de 1962 es va publicar l'assaig de Soyinka Cap a un veritable teatre. Va començar ensenyant al Departament de Llengua Anglesa de la Universitat Obafemi Awolowo d'Ife. Va discutir temes d'actualitat amb négròfils i en diverses ocasions va condemnar obertament la censura del govern. A finals de 1963 es va estrenar el seu primer llargmetratge, Culture in Transition. L'any 1965 Els intèrprets, «una novel·la complexa però també vívidament documental,» va ser publicada a Londres per André Deutsch.
Aquell desembre, juntament amb científics i homes de teatre, Soyinka va fundar la Drama Association of Nigeria. L'any 1964 també va renunciar al seu càrrec universitari, com a protesta contra el comportament progovernamental imposat per les autoritats. Uns mesos més tard, el 1965, va ser arrestat per primera vegada, acusat d'haver mantingut una emissora de ràdio a punta de pistola (tal com es descriu a les seves memòries de 2006 You Must Set Forth at Dawn) i de substituir la cinta d'un discurs gravat. pel primer ministre de Nigèria occidental amb una cinta diferent que conté acusacions de mala pràctica electoral. Soyinka va ser alliberat després d'uns mesos de confinament, arran de les protestes de la comunitat internacional d'escriptors. Aquest mateix any va escriure dues peces més dramàtiques: Before the Blackout i la comèdia Kongi's Harvest. També va escriure The Detainee, una obra de ràdio per a la BBC de Londres. La seva obra The Road es va estrenar a Londres al Commonwealth Arts Festival, inaugurada el 14 de setembre de 1965, al Theatre Royal. A finals d'any, va ser ascendit a director i professor titular del Departament de Llengua Anglesa de la Universitat de Lagos.
Els discursos polítics de Soyinka en aquell moment criticaven el culte a la personalitat i la corrupció governamental a les dictadures africanes. L'abril de 1966, la seva obra Kongi's Harvest va ser produïda en revival al Festival Mundial d'Arts Negres de Dakar, Senegal. La carretera va ser guardonada amb el Gran Premi. El juny de 1965, la seva obra The Trials of Brother Jero es va produir al Hampstead Theatre Club de Londres, i el desembre de 1966 The Lion and the Jewel es va posar en escena al Royal Court Theatre.

### Guerra civil i presó
Després de convertir-se en catedràtic de teatre a la Universitat d'Ibadan, Soyinka es va fer més actiu políticament. Després del cop d'estat militar de gener de 1966, es va reunir en secret amb el governador militar Chukwuemeka Odumegwu Ojukwu a la ciutat sud-est d’Enugu (agost de 1967), per intentar evitar la guerra civil nigeriana. Com a resultat, va haver de restar amagat durant un temps.
Va ser empresonat durant 22 mesos quan es va produir una guerra civil entre el govern federal de Nigèria i els biafrans. Tot i que rebutjava que li donessin materials com llibres, bolígrafs i paper, encara va escriure un important conjunt de poemes i notes criticant el govern nigerià mentre estava a la presó.
Malgrat el seu empresonament, la seva obra El lleó i la joia es va produir a Accra, Ghana, el setembre de 1967. El novembre d'aquell any, The Trials of Brother Jero i The Strong Breed es van produir al Greenwich Mews Theatre de la ciutat de Nova York. Soyinka també va publicar una col·lecció de la seva poesia, Idanre i altres poemes, que es va inspirar en la seva visita al santuari de la deïtat Ioruba Ogun, a qui considera com la seva deïtat companya, esperit afí i protector.
El 1968, la Negro Ensemble Company de Nova York va produir Kongi's Harvest. Mentre encara estava empresonat, Soyinka va traduir del ioruba una novel·la fantàstica del seu compatriota DO Fagunwa, titulada El bosc dels mil dimonis: la saga d'un caçador.

## Obra literària
Si bé molts escriptors africans rebutjaven l'ús de les llengües europees a causa de l'associació entre Europa i la violenta colonització d'Àfrica, Soyinka va optar per desenvolupar els seus escrits en anglès. Es caracteritza per barrejar les tradicions africanes amb l'estil europeu, utilitzant tradicions i mites africans narrats mitjançant l'ús de formes occidentals. En les seves obres, sempre ha optat per difondre la seva postura social i política, per la qual cosa està plena de simbolismes, un estil àcid que fou la causa principal del seu arrest l'any 1967.
El 1960, fundà el grup teatral Les màscares del 1960. Els seus treballs en aquesta època estan tenyits de crítica social, realitzada d'una manera lleugera i, sovint, humorística. El 1964 fundà la Companyia de Teatre Orisun. El 1967, és arrestat durant la guerra civil de Nigèria per haver escrit un article en el qual advocava per un armistici. Acusat de conspiració, és reclòs durant 20 mesos, fins a ser alliberat el 1969.
A la dècada del 1970, la seva obra reflecteix el sofriment de l'autor i del poble nigerià i es torna més fosca i crítica, atacant el sistema. El 1986, va esdevenir el primer Premi Nobel de Literatura africà “perquè amb una perspectiva cultural àmplia i amb insinuacions poètiques ha aconseguit mostrar el drama de l'existència”.

### Obra seleccionada
Narrativa
- 1958: The Swamp dwellers
- 1958: The Lion and The Jewel
- 1960: The Trials of Brother Jero
- 1960: A Dance of The Forests
- 1961: The Strong Breed
- 1962: Towards a True Theatre
- 1964: The Interpreters
- 1964: Before The Blackout
- 1964: Kongi's Harvest
- 1965: The Road
- 1969: The Bacchae of Euripides
- 1970: Madmen and Specialists
- 1972: The Man Died
- 1972: Camwood on the Leaves
- 1972: Jero's Metamorphosis
- 1972: Season of Anomy
- 1975: Death and The King's Horseman
- 1975: Neo-Tarzanism: The Poetics of Pseudo-Transition
- 1976: Myth, Literature and the African World
- 1977: Opera Wonyosi
- 1981: Ake: The Years of Childhood
- 1982: Requiem for a Futurologist
- 1983: I Love My Country
- 1984: A Play of Giants
- 1988: Art, Dialogue and Culture: Essays on Literature and Culture
- 1991: Isara: A Voyague around essay
- 1991: A Scourge of Hyacinths
- 1991: From Zia with Love
- 1994: Ibadan: The Penkelemes Years: a memoir 1946-65
- 1995: The Beatification of Area Boy
- 1996: The Open Sore of a Continent: A personal Narrative of the Nigerian Crisis
- 2001: King Baabu
- 2006: You Must Set Forth at Dawn

Poesia
- 1967: Idanre and Other Poems
- 1969: Poems from Prison
- 1971: A Shuttle in the Crypt
- 1976: Ogun Abibiman
- 1988: Mandela's Earth and other poems
- 1999: Outsiders
- 2002: Samarkand and Other Markets I have known

## Cinema
Wole Soyinka va dirigir dos llargmetratges en anglès:
- Kongi's Harvest. 1970. Film sobre la novel·la homònima del mateix autor en la qual un cap tradicional és empresonat arbitràriament pel president absolutista que intenta obtenir la legitimitat sobre el poble; els dos poders s'enfronten en un conflicte en què hi participa també un grup de gent dirigit per un jove idealista. A banda de dirigir-la, també fa d'actor en aquest film.
- Blues for a Prodigal, 1984. En aquest film, en el qual una estudiant de la Universitat d'Ife és eliminada amb una amiga per un partit polític rival, Soyinka mostra la situació política del seu país.